# Vila Carla Bibuse
Vila Carla Bibuse je historická budova na předměstí Moravské Třebové. 

## Historie firmy Bibus v Moravské Třebové
Zmínky o řemeslném zlatnictví, stříbrnictví a kovovýrobě v Moravské Třebové sahají do druhé poloviny 16. století. Nejslavnější firmou sídlící ve městě byla, od konce 19. století, C. k. soukromá továrna na výrobu stříbrného a postříbřeného zboží Franz Bibus. Franz Bibus (1860-1944) pocházel z nedalekého Lanškrouna. V Moravské Třebové si roku 1883 založil dílenskou výrobu stříbrných řetízků, kterou později rozšířil i o dózy a šálky. Jeho prosperující dílna zásobovala region, později například i Prahu, Brno a Vídeň. Franz si na přelomu 19. a 20. století vystavěl na parcelách v dnešní Lanškrounské ulici rodinné sídlo v historizujícím stylu neorenesance. Tuto stavbu známe už jen z fotografií.[zdroj?]

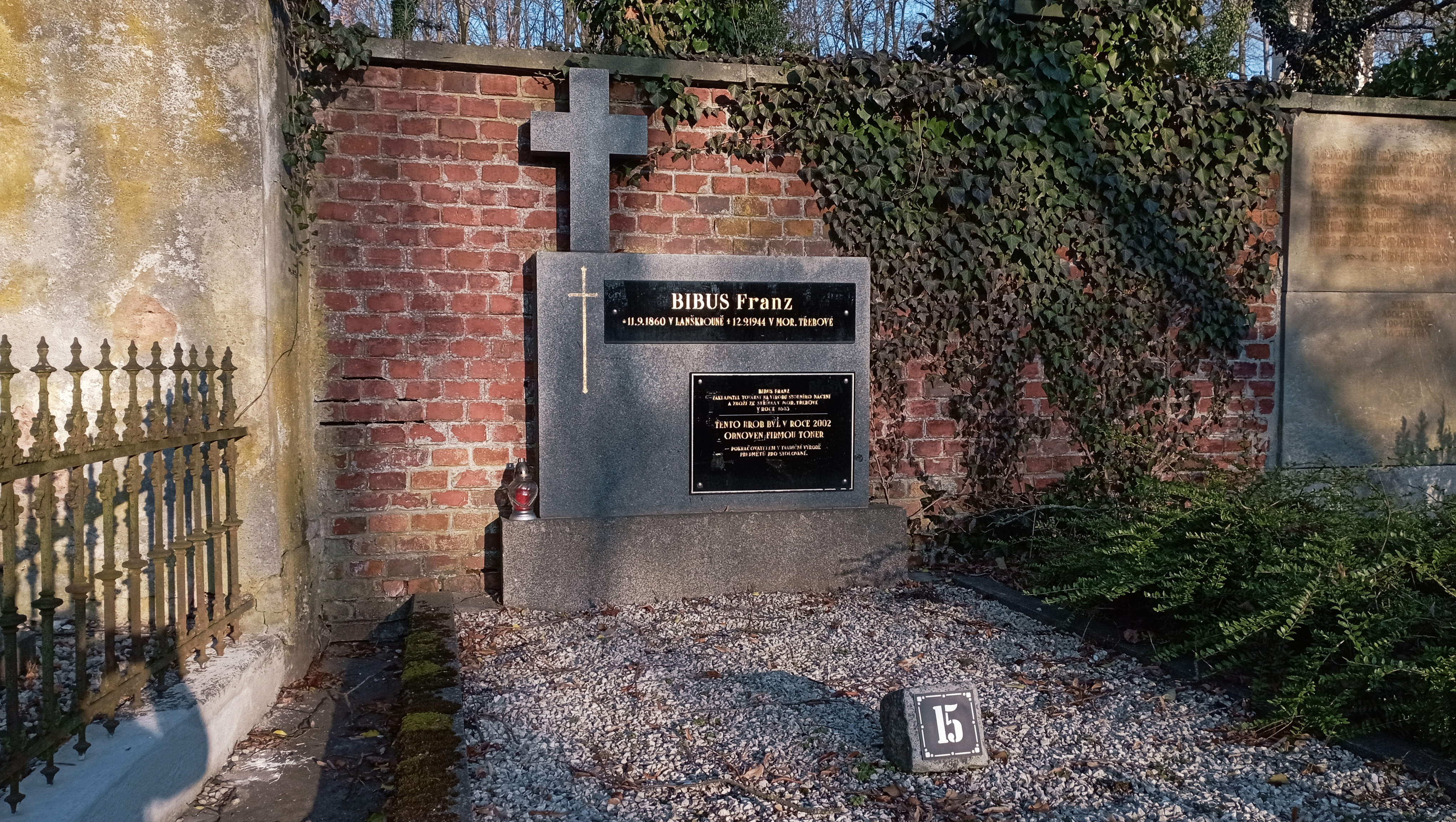
Hrob Franze Bibuse

Od roku 1917 působil jako spolumajitel firmy Franzův syn Carl (1887-?). Provozy firmy se ve 20. letech rozšířily i do Švédska, Itálie a na Balkán. Pokles významu závodu začal s hospodářskou krizí na konci 20. let. V roce 1941 donutila situace tehdy jednaosmdesátiletého Franze firmu prodat. Majitelem firmy se stala společnost Metallbau, která vyráběla za války díly do německých bojových letadel. Osud členů rodiny Bibusů, kteří byli po válce odsunuti z Československa, není znám. Potomci Bibusů žijí v Rakousku a ve Švýcarsku.
Po válce se původní Bibusova továrna stává součástí národního podniku Sandrik. Z něj byl roku 1969 vyčleněn n. p. TONER Moravská Třebová. Později byl ale začleněn do n. p. Rostex, jehož součástí byl v letech 1973 až 1989. Od 90. let se vrátil k názvu Toner, který se roku 2019 stal stoprocentní dceřinou společností firmy ABNER a.s. Firmě Abner patří i vila, kterou má do budoucna v plánu rekonstruovat.

## Popis stavby

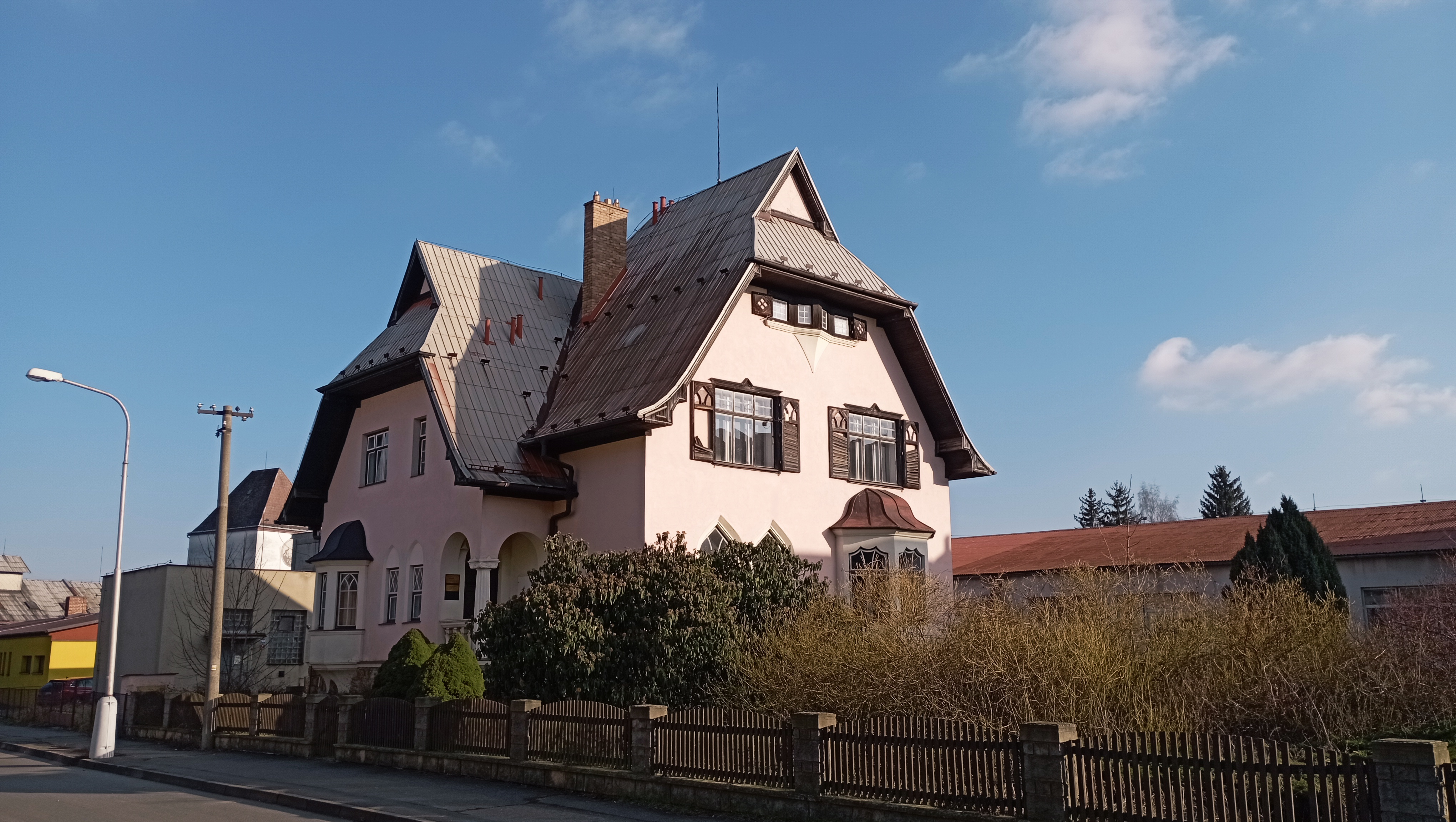
Vila Carla Bibuse

Kdy přesně došlo k výstavbě nové vily není přesně známo. Není známo ani jméno architekta, který byl autorem návrhu. Připisuje se ale nejtvořivějšímu moravskotřebovskému architektovi Oskaru Czepovi (1883-1956), který v regionu působil v letech 1920 až 1946. Bibusova vila totiž vykazuje shodné tvaroslovné rysy i blízkou uměleckou poetiku s měšťanskou školou v nedalekém Třebařově, vystavěnou v letech 1926-1927. Dům reprezentuje konzervativnější podobu „německé“ architektury v meziválečném Československu. Vila působí romanticky. Západní průčelí zdobí víceboký arkýř, nalevo od něj dvě okna s lomenými záklenky, které jsou inspirovány gotikou. Další arkýř zdobí severní stranu. V interiéru se dochovalo původní schodiště.